# Валеева-Сулейманова, Гузель Фуадовна
Гузель Фуадовна Валеева-Сулейманова (тат. Гүзәл Фуат кызы Вәлиева-Сөләйманова; род. 2 января 1952, Казань) — советский и российский учёный; доктор искусствоведения, профессор, заслуженный деятель науки Республики Татарстан (2007).
Область научных интересов: история татарского декоративного и изобразительного искусства, архитектуры; мусульманское искусство в Волго-Уральском регионе; этноискусствознание. Автор многих научных работ (более 700), в том числе 8 монографий.

## Биография
Родилась в 1952 году в Казани. Отец — Ф. Х. Валеев, мать - Ибрагимова Альфия Галимовна, доктор медицинских наук, профессор Казанского медицинского института , заведующая кафедрой физиотерапии и лечебной физкультуры. Муж - Сулейманов Наиль Муратович, доктор физико-математических наук, заведующий лабораторией физики углеродных наноструктур и композитных систем Казанского физико-технического института им. Е.К.Завойского Казанского научного центра Российской Академии наук. Дочь - Диляра Наилевна Сулейманова - Мюллер, кандидат исторических наук, доктор антропологии.

### Образование
В 1974 году окончила архитектурный факультет Казанского инженерно-строительного института (ныне Казанский государственный архитектурно-строительный университет). В 1974-1978 обучалась в аспирантуре Института языка, литературы и истории им. Г. Ибрагимова Казанского филиала Академии наук СССР (КФАН СССР). В 1984—1985 годах проходила научную стажировку в Институте этнографии им. Н. Н. Миклухо-Маклая АН СССР (научный руководитель — С. И. Вайнштейн).
Защитила кандидатскую диссертацию на тему «Монументально-декоративное искусство Советской Татарии и его народные традиции» в Московском высшем художественно-промышленном училище (бывшее Строгановское) в 1980,  кандидат искусствоведения по специальности 17.00.04 "изобразительное и декоративно-прикладное искусство и архитектура; а также докторскую диссертацию на тему «Декоративное искусство Татарстана, истоки национальных традиций, история современного развития»  в Государственном  Институте искусствознания в Москве (1998, доктор искусствоведения по специальности 17.00.04. "изобразительное и декоративно-прикладное искусство и архитектура").

### Деятельность
С 1974 по 1976 работала старшим архитектором в Казанской зональной мастерской "Союзспортпроект".
С 1976 по 2001 год работала старшим научным сотрудником Института языка, литературы и истории им. Г. Ибрагимова КФАН СССР; в 2001—2004 годах — ведущий научный сотрудник.
В 1993 читала курс лекций по тюркскому и татарскому искусству в Университете города Мадисон штата Висконсин (США). 
С 2001 Валеева-Сулейманова — ведущий научный сотрудник Института истории им. Ш.Марджани Академии наук Республики Татарстан (АН РТ)
С 1995 по 2014 одновременно ведущий научный сотрудник Института Татарской энциклопедии АН РТ (по совместительству).
В 2004—2014 годах — главный научный сотрудник отдела истории общественной мысли и исламоведения Института истории им. Ш. Марджани АН РТ. С 2014 года по 2024 — главный научный сотрудник отдела истории религий и общественной мысли этого же института.
В 2001-2004 работала профессором кафедры декоративно-прикладного искусства в Казанском университете культуры и искусства (ныне Казанский институт культуры).
В 2010—2014 годах работала профессором кафедры теории и истории архитектуры Казанского архитектурно-строительного университета (по совместительству).
В 2023-2024  профессор Института архитектуры и дизайна Казанского архитектурно-строительного университета (по совместительству)